# David Kato
David Kato Kinsule (Nakawala, 15 febbraio 1964 – Bukusa, 26 gennaio 2011) è stato un attivista ugandese, considerato uno dei padri del Movimento LGBT in Uganda.
Ha lavorato per Sexual Minorities Uganda (SMUG), organizzazione non governativa con sede a Kampala impegnata per la protezione delle persone LGBT in un paese in cui l'omosessualità è ancora considerata reato. È stato assassinato all'inizio del 2011, poco dopo aver vinto una causa contro una rivista che aveva pubblicato il suo nome e la fotografia identificandolo come omosessuale e chiedendone per questo l'assassinio.

## Biografia
Il più giovane di due gemelli, motivo per cui come da tradizione ugandese ha preso il secondo nome Kato, David ha studiato al King's College Budo e fra il 1987 ed il 1989 all'Institute of Teacher Education Kyambogo dove ha conseguito il diploma da insegnante. Per alcuni anni della sua giovinezza si è trasferito a Johannesburg nel periodo della fine dell'apartheid. La sua permanenza in Sudafrica, dove ha visto lentamente cadere i divieti riguardanti l'omosessualità e la nascita di un dibattito sui diritti delle persone LGBT, hanno profondamente segnato la sua vita e le sue battaglie da attivista.
Nel 1998, non molto tempo dopo il suo ritorno in Uganda, è stato arrestato e tenuto in carcere per una settimana con accuse relative al suo attivismo. Diventato uno dei personaggi chiave dell'attivismo LGBT ugandese è stato uno dei membri fondatori dello SMUG.  Nel 2010 aveva lasciato il suo lavoro da insegnante per concentrarsi a tempo pieno nel suo lavoro con lo SMUG, soprattutto alla luce della recrudescenza e del numero sempre maggiore di episodi di omofobia che sono seguiti (Uganda Anti-Homosexuality Bill). Il 27-28 novembre 2010 ha partecipato al IV Congresso dell'Associazione Radicale Certi Diritti alla quale si è iscritto.

## Il casoRolling Stone
Kato è stato una delle 100 persone i cui nomi e le cui immagini sono state pubblicate nell'ottobre 2010 dal tabloid ugandese Rolling Stone che ne chiedeva l'esecuzione in quanto omosessuali. Kato, con Kasha Jacqueline e Pepe Julian Onziema, altri due membri dello SMUG, ha denunciato la rivista per far sì che interrompesse la pubblicazione delle foto e dei nomi di persone omosessuali o presunte tali. Le foto, accompagnate dagli indirizzi di ognuna delle persone ritratte, erano state pubblicate sotto il titolo "Impiccateli". La petizione è stata accolta ed il 2 novembre 2010 il tribunale ha imposto alla rivista di cessare la pubblicazione di foto ed indirizzi.
Nei giorni successivi Giles Muhame, redattore capo di Rolling Stones, ha dichiarato: "Non ho letto l'ingiunzione della corte ma la guerra nei confronti dei gay deve continuare e continuerà. Dobbiamo proteggere i nostri figli dalla minaccia che rappresentano questi sporchi omosessuali". Il 3 gennaio 2011 l'Alta Corte di Giustizia attraverso una sentenza di Kibuuka Musoke si è espressa con una sentenza secondo la quale la pubblicazione delle liste della rivista Rolling Stone e la relativa incitazione alla violenza della stessa hanno rappresentato una minaccia alla libertà ed ai diritti umani fondamentali di tutte le persone coinvolte, attaccando il loro diritto alla dignità umana e violando il diritto costituzionale alla privacy. La corte ha condannato la rivista a pagare a Kato e ad ognuno degli altri due querelanti un risarcimento di milione e mezzo di scellini ugandesi.

## L'assassinio
Il 26 gennaio 2011 attorno alle 14:00 EAT (11:00 UTC) mentre parlava al telefono con Pepe Julian Onziema, membro dello SMUG, Kato è stato aggredito nella sua casa a Bakusa da almeno un uomo che lo ha colpito due volte alla testa con un martello; Kato è morto più tardi nella strada per il Kawolo Hospital. I colleghi di Kato hanno riferito che l'attivista aveva parlato di un aumento di minacce e molestie dopo la vittoria in tribunale e di credere che il suo orientamento sessuale ed il suo impegno nella lotta per i diritti delle persone omosessuali siano stati il motivo del suo assassinio. Dopo l'assassinio di David sia Human Rights Watch che Amnesty International hanno richiesto delle indagini approfondite ed imparziali per il suo caso, oltre che la protezione degli attivisti LGBT. Successivamente è stata riportata una dichiarazione di James Nsaba Buturo, il Ministro ugandese dell'Etica e dell'Integrità, che avrebbe dichiarato  "Gli omosessuali possono scordarsi i diritti umani".

### Arresti
Un portavoce della polizia inizialmente ha indicato come possibili responsabili dell'assassinio di Kato una banda di ladri che nei due mesi precedenti avrebbe presumibilmente ucciso almeno altre 10 persone. La polizia ha inizialmente arrestato un sospetto, l'autista di Kato, e ne cercava un altro. Il 2 febbraio 2011 la polizia ha annunciato l'arresto di Nsubuga Enock dicendo inoltre che avrebbe confessato l'omicidio. I poliziotti hanno descritto Enock, di professione giardiniere, come un ladro ben noto alle forze dell'ordine ma sul suo presunto movente lo stesso ha dichiarato: "Non è stata una rapina ma non l'ho ucciso neanche perché era un attivista. È successo a causa di un diverbio personale ma non posso dire più di questo". Una fonte interna alla polizia ha affermato all'Uganda Monitor che Enock avrebbe ucciso David perché quest'ultimo non voleva pagarlo per dei favori sessuali. Questa versione fornita dalla polizia ugandese ha suscitato molti dubbi nelle associazioni internazionali che si occupano di diritti umani.

### Funerali
I funerali di David si sono tenuti il 28 gennaio 2011 a Nakawala alla presenza della famiglia, degli amici e dei colleghi d'attivismo, molti dei quali indossavano magliette con la sua foto sul petto, la frase portoghese «la luta continua» ("la lotta continua") sulla schiena e la bandiera arcobaleno sulle maniche. Nonostante ciò il sacerdote, durante la cerimonia, ha predicato contro i gay e le lesbiche citando Sodoma e Gomorra prima che gli attivisti salissero sul pulpito per strappargli il microfono obbligandolo a rifugiarsi nella casa del padre di Kato. Un attivista ha esclamato in preda all'ira: "Chi sei tu per giudicare gli altri?" ma gli abitanti del villaggio si sono schierati dalla parte del sacerdote non appena, ancora durante la funzione, sono esplosi i disordini. Successivamente gli abitanti si sono rifiutati di seppellire Kato e la sepoltura è stata eseguita dai suoi amici e colleghi. Al posto del sacerdote andatosene dopo gli scontri, Christopher Ssenyonjo, vescovo scomunicato dalla Chiesa Anglicana d'Uganda, ha officiato la cerimonia di sepoltura.

### Reazioni
L'omicidio è stato denunciato da Human Rights Watch che attraverso, Maria Burnett, ha dichiarato che "la morte di David Kato è una tragica perdita per le persone che lottano per i diritti umani". Amnesty International si è detta sgomenta per lo scioccante assassinio di David Kato ed ha chiesto un'indagine credibile e imparziale sul suo assassinio ed al governo ugandese sicurezza e protezione per gli altri attivisti per i diritti degli omosessuali.
Il presidente Barack Obama, il segretario di Stato Hillary Clinton e il Dipartimento di Stato USA insieme all'Unione europea hanno condannato l'omicidio e hanno esortato le autorità dell'Uganda ad indagare sull'assassinio ed a schierarsi apertamente contro l'omofobia e transfobia. "Sono profondamente rattristato di sapere del suo omicidio", ha detto Obama. "David ha dimostrato grande coraggio nello schierarsi apertamente contro l'odio. Era un grande testimone dei valori di uguaglianza e libertà".
Rowan Williams, l'Arcivescovo anglicano di Canterbury, ha parlato a nome della Comunione Anglicana, "Questo tipo di violenza è stato più volte condannato dalla Comunione anglicana in tutto il mondo. Questo avvenimento rende ancora più importante che il governo britannico garantisca l'asilo ai rifugiati LGBT che ne fanno richiesta. È un'occasione per fare un bilancio molto duro e ad affrontare gli ostacoli che mettono in pericolo le vite di uomini e donne appartenenti alle minoranze legate all'orientamento sessuale."
Per il suo presunto ruolo nell'omicidio di Kato, il redattore di Rolling Stone Giles Muhame ha dichiarato: "Quando chiedevamo l'impiccagione per le persone omosessuali intendevamo che ciò dovesse avvenire dopo un regolare processo. Non ho mai detto che dovessero essere uccisi a sangue freddo".  Tuttavia ha dichiarato: "Su questa storia non ho rimpianti. Abbiamo solo denunciato delle persone che stavano facendo del male."